# Liste der Fahnenträger der namibischen Mannschaften bei Paralympischen Spielen
Die Liste der Fahnenträger der namibischen Mannschaften bei Paralympischen Spielen listet chronologisch alle Fahnenträger namibischer Mannschaften bei den Eröffnungs- (EF) und Abschlussfeiern (AF) Paralympischer Spiele auf.

## Liste der Fahnenträger
| Mannschaft             | Veranstaltung | Fahnenträger (EF)          | Fahnenträger (AF) |
| ---------------------- | ------------- | -------------------------- | ----------------- |
| 2004 in Athen          | Sommerspiele  | Ruben Soroseb              |                   |
| 2008 in Peking         | Sommerspiele  | Reginald Benade            |                   |
| 2012 in London         | Sommerspiele  | Ananias Shikongo           |                   |
| 2016 in Rio de Janeiro | Sommerspiele  | Johanna Benson             |                   |
| 2020 in Tokio          | Sommerspiele  | Johannes Nambala           |                   |
| 2020 in Tokio          | Sommerspiele  | Lahja Ishitile             |                   |
| 2024 in Paris          | Sommerspiele  | Lahja Ishitile Chris Kinda |                   |

Anmerkung: (EF) = Eröffnungsfeier, (AF) = Abschlussfeier

## Statistik
| Rang    | Sportart       | EF | AF | ∑ |
| ------- | -------------- | -- | -- | - |
| 1       | Leichtathletik | 4  |    | 4 |
| 2       | Diskuswurf     | 1  |    | 1 |
| 2       | Gewichtheben   | 1  |    | 1 |
| Gesamt: | Gesamt:        | 6  |    | 6 |

| Rang                   | Sportart | EF | AF | ∑ |
| ---------------------- | -------- | -- | -- | - |
| bisher keine Teilnahme |          |    |    |   |
| Gesamt:                | Gesamt:  | 0  | 0  | 0 |

| Rang    | Sportart       | EF | AF | ∑ |
| ------- | -------------- | -- | -- | - |
| 1       | Leichtathletik | 4  |    | 4 |
| 2       | Diskuswurf     | 1  |    | 1 |
| 2       | Gewichtheben   | 1  |    | 1 |
| Gesamt: | Gesamt:        | 6  |    | 6 |